# Seiliger-proces

Seiliger-proces.

Het seiliger-proces is het open kringproces voor de verbranding bij dieselmotoren met drukverstuiving. Dit is het gemengde proces, hoewel voor de niet meer gebruikte luchtverstuiving het gelijkdrukproces of dieselproces gebruikt werd en voor moderne snellopende dieselmotoren waar de verbranding snel genoeg verloopt ook wel het otto-proces .
Bij het seiliger-proces is de verbranding onderverdeeld in een deel waarbij het volume niet verandert en een deel waar de druk niet verandert. Dit standaardkringproces wordt gebruikt om de verbranding bij drukverstuiving te beschrijven en is een combinatie van het dieselproces en het otto-proces.
Het seilinger-proces verloopt als volgt:
1-2: isentrope compressie van lucht;
2-3: isochore warmtetoevoer;
3-4: isobare warmtetoevoer;
4-5: isentrope expansie;
5-1: isochore warmte-afvoer tot de begintoestand.
Het rendement voor het seiliger-proces is:
{\displaystyle \eta _{th}=1-{1 \over c^{k-1}}{\alpha \rho ^{k}-1 \over (\alpha -1)+k\alpha (\rho -1)}}
waarbij {\displaystyle c} de compressieverhouding {\displaystyle {V_{1} \over V_{2}}} is, {\displaystyle \rho } de vulling of verbrandingsverhouding {\displaystyle {V_{4} \over V_{3}}}, {\displaystyle \alpha } de drukverhouding {\displaystyle p_{3} \over p_{2}}, {\displaystyle k={c_{p} \over c_{v}}}, {\displaystyle c_{p}} de soortelijke warmte bij gelijke druk en {\displaystyle c_{v}} bij gelijk volume.
Bij gelijke compressieverhouding is dit rendement lager dan dat van het otto-proces. Bij mengselmotoren kan echter niet zo'n hoge compressieverhouding bereikt worden zonder dat deze gaat pingelen.